# Francine Del Pierre
Francine Del Pierre est une céramiste française, née Jeannine Bon à Paris 9e le 2 décembre 1913 et morte à Paris 6e le 17 janvier 1968.

## Éléments de biographie

### Des débuts tardifs dans la poterie
Francine Del Pierre commence une carrière de journaliste, mais, en 1945, à l'âge de trente-et-un ans, elle découvre le travail de la terre. Comme beaucoup de potiers de son époque, elle part vivre en 1948 à Vallauris où elle fonde, en 1949, l'Atelier du Triptyque avec Albert Diato et Gilbert Portanier. Trois ans plus tard, en 1952, elle quitte Vallauris devenu trop mondain et superficiel à son goût, et regagne Paris.
De très petite taille, Francine Del Pierre éprouve des difficultés pour produire ses pièces au tour. Elle développe donc rapidement une technique de modelage au colombin qui devient sa spécialité.
Contrairement aux autres potiers utilisant cette technique et qui en soulignent l'aspect brut, elle accorde un soin extrême à la finition de ses pièces, avec une exigence particulière pour leur symétrie et la finesse de leurs parois (ses pièces sont d'une très grande légèreté). Elle insiste, dans ses écrits, sur le creux qui habite une poterie, un creux qui assure, dit-elle, la « respiration » de la forme.

### L'atelier de la rue Bonaparte
En 1957, Fance Franck lui est présentée. Elles travaillent ensemble à son domicile rue des Morillons. L'atelier compte six ou sept élèves, mais il s'avère rapidement trop petit et vétuste. Une collectionneuse, Marianne Frotey, leur trouve un atelier au 47, de la rue Bonaparte. Sergio de Castro et les collectionneuses Lydia Fote et Jane Owen les soutiennent dans leur acquisition de celui-ci. L'atelier devient un lieu de travail et de rencontres, connu d'un cercle d'amateurs et de collectionneurs comme Fina Gomez, où se retrouvent à la fois des directeurs de musées de divers pays, et des grands maîtres potiers comme Bernard Leach, Shoji Hamada ou Michael Cardew.